# Burg Oberraning
Die abgegangene Burg Oberraning befindet sich im Weiler Oberraning, einem Ortsteil der oberpfälzischen Gemeinde Zell im Landkreis Cham in Bayern. Nur 0,8 Kilometer entfernt vom Burgstall befindet sich auf der anderen Seite des Regens der Burgstall Gußstein. Die Anlage wird als Bodendenkmal unter der Aktennummer D-3-6840-0049 im Bayernatlas als „mittelalterlicher Burgstall mit der Kath. Neben- und ehem. Burgkapelle St. Margaretha in Oberraning“ geführt.

## Geschichte
Die mittelalterliche Burg wurde in der zweiten Hälfte des 12. Jahrhunderts von den Hofern von Lobenstein vermutlich zur Sicherung der Handelswege entlang des Regens erbaut. Um 1180 wurde laut Bernhard Ernst die Burgkapelle St. Margaretha erbaut. Gegen Ende des 14. Jahrhunderts wurde die Burg aufgegeben.

## Beschreibung
Von der einstigen Spornburg, die auf einem ca. 25 m × 35 m großen Plateau errichtet wurde, haben sich bis auf die Burgkapelle und einem Graben keine Reste erhalten. 